# Faire face
Pour le film d'Ida Lupino, voir Faire face (film).
Pour le livre, voir Marc Segar.
Faire Face était un magazine d'actualité télévisé français d'Igor Barrère et Étienne Lalou mêlant documentaire et débat sur un sujet de société et diffusé sur RTF Télévision du 10 juin 1960 au 9 février 1962.

## Principe de l'émission
Après la diffusion d'un documentaire d'Étienne Lalou ou Igor Barrère sur une question de société ou un fait d'actualité, Étienne Lalou confronte lors d'un débat ses invités à des Français acteurs des problèmes de société décrits. 
Cette émission, réalisée en direct, introduit la participation des téléspectateurs. Ces derniers sont invités dès la seconde émission à intervenir par appels téléphoniques à SVP, reçus et triés par Jacques Sallebert qui répercute les questions auprès d'Étienne Lalou. Lors de l'émission du 24 février 1961 sur la prostitution, ils sont invités par Étienne Lalou à envoyer leurs questions par courrier qu'ils viennent lire en direct dans l'émission suivante sur le même thème diffusée en mars 1961.

## Thèmes de l'émission
- Pourquoi la terre tremble-t-elle ? (10 juin 1960)
- Le contrôle des naissances (13 octobre 1960)[1]
- Le divorce
- La prostitution (24 février/mars 1961)[2]
- La télévision (21 avril 1961)[3]
- Le racisme (septembre 1961)
- Problèmes de la construction (septembre 1961)
- Les rapatriés (24 novembre et 8 décembre 1961)[4],[5]
- L'hôpital (9 février 1962)[6]
- La tolérance (jamais diffusée)
- Le communisme (jamais diffusée)